# Погруддя жінки (Шевченко)
«Погруддя жінки» — портрет роботи Тараса Шевченка (копія з невідомого оригіналу) виконаний ним у Вільно в 1830 році на папері італійським олівцем. Розмір 47,5 × 38.
Зустрічається також під назвою «Жіноча голівка».

## Оригінал для портрету
Є припущення, що це копія з естампного портрету видатної французької трагедійної актриси Адрієни Лекуврер.
І. Л. Балясний вважає (без належних підстав), що цей рисунок зроблено «з погруддевої гіпсової скульптури жінки». Цю ж помилку повторює Л. Хінкулов у монографії «Тарас Григорьевич Шевченко» (М., 1957, стор. 30).

## Написи
Праворуч унизу олівцем, можливо рукою Шевченка є напис:
1830 — Года Рисовалъ Тарасъ Шевченко
Цей напис зроблений поверх стертого напису, в якому, за даними Харківського інституту науково-судової експертизи від 10 лютого 1941 року, прочитується:
R: V:. N.. Григорьев
Зліва внизу чорнилом авторський напис, зроблений в Петербурзі:
На память Александру
Ивановичу Уварову
Т: Шевченко. 
Нижче — нерозбірливий напис олівцем.
Про родину Уварових Т. Г. Шевченко згадує у повісті «Художник»:

«Праздник встретил я в семействе Уваровых. Не подумайте — графов. Боже сохрани, мы еще так высоко не летаем. Это простое, скромное, купеческое семейство, но такое доброе, милое, гармоничное, что дай бог, чтобы все семейства на свете были таковы. Я принят у них как самый близкий, родной. Карл Павлович тоже их нередко посещает».

## Місце зберігання
Портрет зберігається в Національному музеї Тараса Шевченка, інв. № г-275.
Попередні місця збереження: власність О. І. Уварова, Д. І. Толстого, Державний російський музей (Санкт-Петербург), Інститут Тараса Шевченка (Харків), Галерея картин Т. Г. Шевченка.

## Виноски
1. ↑  «Каталог малярської творчості Т. Г. Шевченка, експонованої в Галереї», X., 1934, стор. 14, № 4, та інші джерела
2. ↑  Шевченківський словник : у 2 т. / Інститут літератури ім. Т. Г. Шевченка Академії Наук УРСР. — Київ : Головна редакція УРЕ, 1978. Том другий, сторінка 115.
3. ↑  «Шевченко-художник», зб. «Великий поет-революціонер», Одеса, 1939, стор. 221
4. ↑  Тарас Шевченко. Повне зібрання творів в десяти томах. — К., 1961. т. IV, стор. 169, 175, 176; т. V, стор. 176, 177, 182
5. ↑  http://kobzar.univ.kiev.ua/draws/description/1.html